# Kosmos 2539
Kosmos 2539, ruski komunikacijski satelit iz programa Kosmos. Vrste je Blagovijest (br. 14 L). 
Lansiran je 6. kolovoza 2019. godine s kozmodroma Bajkonura, s mjesta 81/24. Lansiran je u geostarcionarnu orbitu oko planeta Zemlje raketom nosačem Proton-M/Briz-M. Orbita mu je 35599 km u perigeju i 35829 km u apogeju. Orbitni nagib mu je 0,04°. Spacetrackov kataloški broj je 44457. COSPARova oznaka je 2019-048-A. Zemlju obilazi u 1432,38 minuta. Pri lansiranju bio je mase kg.
Razgonski blok i njegov torusni tank ostali su u orbiti, blok u VHEO (visokoj), a tank u geotransfernoj.

## Vanjske poveznice
- N2YO.com Search Satellite Database (engl.)
- Celes Trak SATCAT Format Documentation (engl.)